# Zamachy bombowe w Wilnie (1937)
Zamachy bombowe w Wilnie, zamachy petardowe w Wilnie – seria zamachów bombowych o podłożu antysemickim, która miała miejsce w Wilnie od stycznia do marca 1937 roku. Zamachy związane były z zajściami antysemickimi na Uniwersytecie Stefana Batorego (USB).

## Przebieg wydarzeń
Pół roku przed zamachami bombowymi w 1937 roku, w Wilnie odbył się proces członków ONR oskarżonych o planowanie zamachów bombowych na żydowskich kupców. 
Część bomb, określanych także jako „petardy”, „granaty” lub „miny”, wykonanych było z fragmentów rur wodociągowych wypełnionych materiałem wybuchowym (możliwe, że pochodzenia górniczego). Określenie „petarda” było stosowane w wileńskich mediach prawdopodobnie dlatego, że dziennikarze unikali określenia „bomba”, nie chcąc powodować w społeczeństwie większego napięcia.
Pierwszy zamach bombowy miał miejsce około północy 14 stycznia 1937 roku. Rachmiel Dawidson, zamieszkały przy ulicy Żwirki i Wigury 61 (ob. Dariaus ir Girėno) poinformował telefonicznie II Komisariat Policji Państwowej, że pod drzwiami wejściowymi do jego sklepu spożywczego doszło do wybuchu. Wskutek wybuchu uszkodzono ganek i drzwi, a w całym domu i sąsiednich budynkach wypadły 42 szyby. Tego samego dnia o godzinie szóstej rano dozorca Franciszek Bombul znalazł na korytarzu domu przy ulicy Mickiewicza 28 (obecnie Prospekt Giedymina) paczkę, w której znaleziono bombę zegarową. Paczka posiadała opis Lignoryt Katowice, a zegar przy bombie nastawiony miał być na godzinę 11.
18 stycznia o godzinie trzeciej rano doszło do wybuchu bomby podłożonej w otworze piwnicy redakcji gazety „Wilner Tog”, w wyniku którego z okien redakcji i sąsiednich domów wyleciało kilkadziesiąt szyb. Tego samego dnia przy ulicy Wielkiej 8, przed sklepem Rabinowicza, odnaleziono kolejny ładunek wybuchowy. Posterunkowy Walenty Zbrożek przeniósł paczkę w bezpieczne miejsce, została ona następnie rozbrojona przez komendanta miasta. 19 stycznia o godzinie 23:30 kolejny ładunek wybuchowy podrzucono (najprawdopodobniej rzucając z przejeżdżającej dorożki) pod drzwi sklepu przy ulicy Dąbrowskiego 5 (obecnie Jakšto), wybuch spowodował uszkodzenie drzwi wejściowych.
22 stycznia o godzinie 13:15 doszło do wybuchu ładunku wybuchowego w klatce schodowej przy ulicy Mickiewicza 42, pod drzwiami mieszkania Salomona Załba. Tego samego dnia o godzinie 22:35 dozorca Antoni Hryhorowicz odnalazł w sieni domu przy ulicy Subocz 37 (obecnie Subačiaus) paczkę wypełnioną materiałem wybuchowym z zapalonym lontem, który ugasił, a paczkę następnie wyrzucił na śnieg.
2 lutego o godzinie 3:40 doszło do wybuchu bomby zegarowej przed sklepem spożywczym Hirsza Turgiela przy ulicy Mała Pohulanka 9 (obecnie K. Kalinausko). Dwa dni później o godzinie 11:45 nastąpił wybuch pod drzwiami mieszkania Borucha Brudnera w domu przy ulicy Wielka Pohulanka 6 (obecnie Jono Basanavičiaus). 8 lutego o godzinie 19:30 wybuchła bomba przed drzwiami prowadzącymi do mieszkania posła na Sejm RP Izaaka Rubinsztejna w domu przy ulicy Portowej 9 (obecnie Pamėnkalnio).
13 lutego o godzinie 20:20 eksplodowała bomba podłożona pod mieszkaniem Borysa Parnesa, byłego prezesa gminy żydowskiej w Wilnie. 18 lutego miał miejsce wybuch bomby na jezdni na ulicy Ciasnej (obecnie Ankštoji).
Na początku marca 1937 roku do wydziału śledczego wileńskiej policji dotarł anonimowy list o treści:

Północno-wschodnia grupa terrorystów-antysemitów.

Zasyłamy życzenia wszelkiej pomyślności nowoprzybyłym fachowcom policyjnym, mającym za zadanie wytropić nas. Wznosimy toast 13-tym wybuchem, 13 b.m.u za pomyślność tych bezskutecznych poszukiwań i na pohybel Żydom. 13-tka jest podobno liczbą szczęśliwą i legendarną w sanacji. Czy zawsze? Łączymy wyrazy najserdeczniejszego współczucia i ubolewania. Damy znać o sobie przy wybuchu następującej serii 13-tki. N. Wilejka nie liczy się

18 marca około godziny 20 doszło do wybuchu bomby podłożonej pod mieszkanie profesora Konrada Górskiego, wówczas przewodniczącego sądu dyscyplinarnego Uniwersytetu Stefana Batorego. W wyniku wybuchu bomby uszkodzona została klatka schodowa domu oraz mieszkania znajdujące się piętro niżej. Drzwi do mieszkania profesora Górskiego zostały także wyrwane, a wnętrze uszkodzone przez odłamki bomby. W całym budynku wypadły także szyby. Bezpośrednio po zamachu w okolicy miały zebrać się grupy studentów, w tym wielu członków korporacji Polesia, którzy wykrzykiwali do policjantów hasła takie jak „szukajcie wiatru w polu”. W godzinach porannych tego samego dnia profesor Górski rozpatrywał w sądzie dyscyplinarnym m.in. sprawę Zbigniewa Nanowskiego, członka korporacji Polesia i Młodzieży Wszechpolskiej, oskarżonego o udział w zajściach antysemickich. Zamach na mieszkanie profesora Górskiego został potępiony przez część organizacji studenckich i korporacji akademickich działających na USB. Komunikat wydał także Zarząd Młodzieży Wszechpolskiej na USB, w którym sprawców zamachu potępiono i zapewniono, że MW nie miała z tym zamachem nic wspólnego. 21 marca na łamach „Kuriera Wileńskiego” opublikowano artykuł, w którym oskarżono Młodzież Wszechpolską o inspirację zamachu.
21 marca 1937 roku doszło do wybuchu bomby w lokalu Stronnictwa Narodowego przy ulicy Mostowej 1 (obecnie Tilto). W wyniku wybuchu ranny został członek SN i Zjednoczenia Zawodowego „Praca Polska” Władysław Naborowski. Obecni na miejscu świadkowie przewieźli rannego do szpitala i próbowali zatrzeć ślady przestępstwa w lokalu. W szpitalu Naborowskiego odwiedziła niejaka Świechowska, którą następnie śledzili wileńscy policjanci. W mieszkaniu Świechowskiej przy ulicy Mickiewicza 62 wykryto laboratorium bombowe. W związku z tymi wydarzeniami przeszukano i zapieczętowano lokale SN w Wilnie oraz mieszkania i akademiki zajmowane przez członków SN i Młodzieży Wszechpolskiej. W nocy po wybuchu dokonano także aresztowań, w których zatrzymano m.in. dziennikarzy Piotra Kownackiego i Zofię Kownacką, Witolda Świerzewskiego, szefa „Pracy Polskiej” Stefana Łochtina oraz studentów: Jana Drawnela, Stanisława Gołębskiego, Leona Nanowskiego, Michała Zienkiewicza, Tadeusza Koryckiego, Dariusza Żarnowskiego, oraz Ślesickiego, Śmieciuszewskiego, Cholewo i innych. Jeden z zatrzymanych, Jan Drawnel, był już w 1935 roku zatrzymany w związku ze śledztwem prowadzonym w sprawie zamachu bombowego na synagogę przy ulicy Popławskiej w Wilnie. Tej nocy zatrzymano około 40 osób, z których 35 następnie zwolniono.
23 marca wojewoda wileński Ludwik Bociański zakazał działalności Stronnictwa Narodowego i Zjednoczenia Zawodowego „Praca Polska” na terenie miasta Wilna i powiatu wileńsko-trockiego, skonfiskowano także numer gazety „Słowo”. Tego samego dnia o godzinie 19:15 doszło do zamachu na mieszkanie dentysty Jochela Feldsztejna. Po wybuchu ponownie aresztowano część ze zwolnionych wcześniej osób. Na początku kwietnia zakazano także działalności korporacji Polesia i Młodzieży Wszechpolskiej.

## Sprawcy i proces
26 marca 1937 roku oficjalnie poinformowano o zatrzymaniu kolejnych podejrzanych: studenta Waldemara Olszewskiego i jego matki, Alicji Olszewskiej, nauczycielki Marii Świechowskiej, członka „Pracy Polskiej” Bolesława Ostanówko i studenta Alberta Kropiwnickiego. Zatrzymani zostali osadzeni w więzieniu na Łukiszkach. Zatrzymani przyznali się do winy, a podczas rewizji odnaleziono u nich gotowe bomby, materiały wybuchowe, mechanizmy zegarowe, lonty oraz broń krótką i długą. Następnego dnia zatrzymano także Stanisława Gołębskiego, Zbigniewa Nanowskiego, Michała Zienkiewicza oraz Jerzego Kozubowskiego i Władysława Wiśniewskiego. W maju 1937 roku Gołębski podjął głodówkę, protestując przeciwko przedłużającemu się śledztwu.
Proces oskarżonych odbył się 16 i 17 marca 1938 roku. Przed sądem stanęli wówczas Maria Świechowska, Władysław Naborowski, Bolesław Ostanówko, Jan Drawnel, Albert Kropiwnicki i Zygmunt Kurczewski. Alicja Olszewska złożyła zaświadczenie, według którego przebywała wówczas w szpitalu w Warszawie, Władysław Olszewski udał się natomiast do Jugosławii na kurację. Prokurator zażądał rozesłania za nimi listów gończych, a ich sprawę rozpatrywano osobno. Podczas procesu ustalono, że grupą kierowali Olszewscy, a reszta oskarżonych wykonywała ich polecenia. Według zeznań świadków członkiem spisku miał być też Tadeusz Hołówko vel Hołówkiewicz, rzekomy współpracownik Oddziału II Sztabu Generalnego WP, kwestia ta nie została jednak zweryfikowana. Jeden z obrońców sugerował także, że Olszewscy mogli być prowokatorami chcącymi zdyskredytować Stronnictwo Narodowe.
Ostatecznie Maria Świechowska została skazana na 2,5 roku więzienia, Władysław Naborowski na 1,5 roku więzienia, a Bolesław Ostanówko i Albert Kropiwnicki na rok więzienia. Jana Drawnela i Zygmunta Kurczewskiego uniewinniono.